# Villa General Juan Gregorio de Las Heras
Villa General Juan G. Las Heras es una localidad del Gran Buenos Aires, Argentina. Pertenece al partido de San Martín. Suele llamársele también como Malaver, debido a la estación que comparte con Villa Ballester Noreste. Hasta 1952 era llamada Villa Hué. 

## Geografía

### Población
Contaba con 11,548 habitantes (Indec, 2001), situándose como la 15.ª localidad del partido.

### Sitios de interés
- Estación Malaver
- Liceo Militar General San Martín.
- Museo Fotográfico Alejandro Witcomb.
- Plazoletas Alem, en calles Colegio Militar y Leandro N. Alem.
- Centro comercial.

### Sismicidad
La región responde a la «subfalla del río Paraná», y a la «subfalla del río de la Plata», con sismicidad baja; y su última expresión se produjo el 5 de junio de 1888 (137 años), a las 3.20 UTC-3, con una magnitud aproximadamente de 5,0 en la escala de Richter (terremoto del Río de la Plata de 1888).
La Defensa Civil municipal debe advertir sobre escuchar y obedecer acerca de 
Área de
- Tormentas severas periódicas
- Baja sismicidad, con silencio sísmico de 137 años